# Michael Pointer
Michael Pointer è un personaggio dei fumetti creato da Brian Michael Bendis (testi) e Steve McNiven (disegni), pubblicato dalla Marvel Comics. Apparso per la prima volta sulle pagine di New Avengers n. 16 (aprile 2006), Michael è un mutante in grado di assorbire energia da qualsiasi fonte a lui vicina. Durante gli eventi successivi alla decimazione è diventato il "contenitore" di tutta l'energia ed i poteri mutanti in eccesso che Scarlet aveva tolto ai legittimi proprietari. Nel corso della sua storia editoriale ha assunto diversi nomi-in-codice, tra cui Collettivo, Guardian e Arma Omega prima di quello definitivo di Omega.

## Biografia del personaggio

### Collettivo
Impiegato delle poste statunitensi in Alaska, Michael Pointer non era a conoscenza di possedere geni mutanti fino agli eventi che seguirono House of M. Con la dispersione di energia avvenuta dopo la decimazione ad opera di Scarlet, Michael divenne il ricettacolo di tutta l'energia ed i poteri mutanti in eccesso che vagavano per l'intero pianeta. Assorbita l'energia, cadde sotto l'influsso della coscienza disincarnata di Xorn e, assunto il nome di Collettivo, raggiunse il confine fra Canada e Stati Uniti uccidendo circa duemila persone durante il tragitto. Entrato in Canada venne affrontato da Alpha Flight di cui uccise parecchi membri prima di dirigersi a Cleveland, dove ingaggiò battaglia contro Iron Man, Ms. Marvel e Sentry. Durante lo scontro, Uomo Ragno e Visione furono in grado di determinare la vera natura dei numerosi poteri di Michael e trovare un modo per sconfiggerlo.
Riuscito a scampare all'arresto, Collettivo giunse a Genosha dove cominciò a ripotenziare Magneto, che a seguito durante la decimazione aveva perduto i propri poteri, solo per essere nuovamente costretto a battersi con i Nuovi Vendicatori. Alla fine dello scontro i poteri di Michael diminuirono considerevolmente e la personalità di Xorn scomparve, tuttavia continuò a possedere un considerevole carnet di poteri mutanti residuali. Dopo Civil War è stato costretto, come atto di espiazione per il male che aveva causato come Collettivo, ad entrare a far parte degli Omega Flight.

### Omega Flight
Vestendo una tuta progettata da Reed Richards atta a controllare e regolare i suoi poteri di assorbimento, durante la prima missione degli Omega Michael prese parte allo scontro con la Squadra Distruttrice e Taranaq. Dopo la battaglia, Sasquatch gli porse le proprie scuse per come lo aveva trattato in precedenza, e non si lagnò più del fatto che aveva preso in prestito il nome-in-codice di Guardian e i colori e la bandiera gli erano propri. Pointer guadagnò anche il perdono di Talismano, che realizzò quanto in colpa si sentisse l'uomo per aver, in precedenza, sterminato indirettamente non solo i membri di Alpha Flight ma anche tutti quegli altri innocenti.

### Utopia
Ancora in preda al rimorso per le azioni compiute quando era sotto il controllo del Collettivo, Michal viene avvicinato da Osborn mentre è impegnato nella costruzione di un ospedale pediatrico. Informato che a pochi chilometri di distanza un'operazione condotta da H.A.M.M.E.R. per il sequestro di alcuni camion pieni di Ormone della Crescita Mutante si è risolta con la distruzione di alcuni contenitori e la fuoriuscita del loro contenuto, gli consiglia di lasciarsi aiutare, proponendogli nel mentre di entrare a far parte dei suoi X-Men, altrimenti ucciderà tutto coloro che si trovano nel cantiere assorbendone l'energia. Terrorizzato dall'aver già causato involontariamente la morte di alcuni suoi compagni di squadra, accetta la proposta e si allontana in elicottero ignaro dei piani che Osborn e Bestia Nera hanno in serbo per lui. Giunto a San Francisco viene presentato ad Emma Frost, suo leader, che non esita un attimo a metterlo in prima linea per sedare una rivolta di mutanti guidata da Satiro.

## Poteri e abilità
I poteri di Michael consistono nell'assorbire le abilità, l'energia e la personalità di qualsiasi mutante a lui vicino. Questo processo funziona in modo inconscio la maggior parte delle volte, anche se può essere controllato con grandi sforzi di volontà. Dopo aver assorbito l'energia mutante che vagava per il globo dopo gli eventi di House of M, Michael possiede i poteri di tutti coloro che furono depotenziati da Scarlet. Spesso i suoi poteri si manifestano sotto forma di raggi energetici, e gli garantiscono la possibilità di volare.